# Ave-Cruz
Ave-Cruz é o clássico de futebol do Rio Grande do Sul entre Esporte Clube Avenida e Futebol Clube Santa Cruz, ambos da cidade de Santa Cruz do Sul.
Nos confrontos, a equipe do Santa Cruz leva uma larga vantagem em relação ao rival. Em 2013, dos 108 clássicos disputados até então, foram 64 vitórias, contra 17 do Avenida e 26 empates.

## Estatísticas
- Estádio dos Eucaliptos (Esporte Clube Avenida)

51 partidas:
Avenida: 8 vitórias, 60 gols marcados -
Santa Cruz: 29 vitórias, 97 gols marcados
Empates: 12
- Estádio dos Plátanos (Futebol Clube Santa Cruz)

56 partidas:
Santa Cruz: 34 vitórias, 116 gols -
Avenida: 14 vitórias, 65 gols
Empates: 12
- Jogos disputados fora de Santa Cruz do Sul

Santa Cruz: 1 vitória, 2 gols marcados
Avenida: nenhuma vitória, nenhum gol marcado

## Histórico dos confrontos[2]
| Placar                  | Placar  | Placar     | Placar           |
| Data                    | Avenida | Santa Cruz | Estádio          |
| ----------------------- | ------- | ---------- | ---------------- |
| 12 de outubro de 1947   | 2       | 2          | Plátanos         |
| 20 de julho de 1948     | 1       | 1          | Plátanos         |
| 12 de setembro de 1948  | 0       | 1          | Plátanos         |
| 26 de junho de 1949     | 1       | 0          | Plátanos         |
| 17 de julho de 1949     | 2       | 4          | Plátanos         |
| 7 de agosto de 1949     | 2       | 1          | Plátanos         |
| 18 de dezembro de 1949  | 1       | 3          | Cent. Municipal  |
| 25 de junho de 1950     | 1       | 2          |                  |
| 9 de julho de 1950      | 4       | 4          | Eucaliptos       |
| 16 de julho de 1950     | 3       | 5          | Plátanos         |
| 27 de maio de 1951      | 3       | 3          | Eucaliptos       |
| 17 de junho de 1951     | 1       | 4          | Plátanos         |
| 1 de julho de 1951      | 0       | 4          | Eucaliptos       |
| 11 de novembro de 1951  | 1       | 4          | Eucaliptos       |
| 6 de julho de 1952      | 2       | 2          | Plátanos         |
| 10 de agosto de 1952    | 2       | 0          | Eucaliptos       |
| 24 de agosto de 1952    | 0       | 4          | Eucaliptos       |
| 14 de setembro de 1952  | 0       | 5          | Plátanos         |
| 21 de setembro de 1952  | 2       | 1          | Eucaliptos       |
| 28 de setembro de 1952  | 2       | 2          | Cachoeira do Sul |
| 14 de junho de 1953     | 1       | 4          | Eucaliptos       |
| 28 de junho de 1953     | 1       | 2          | Plátanos         |
| 5 de julho de 1953      | 1       | 2          | Eucaliptos       |
| 9 de agosto de 1953     | 0       | 2          | Plátanos         |
| 4 de dezembro de 1954   | 1       | 4          | Plátanos         |
| 11 de dezembro de 1954  | 1       | 2          | Eucaliptos       |
| 10 de julho de 1955     | 1       | 2          | Plátanos         |
| 25 de setembro de 1955  | 1       | 3          | Eucaliptos       |
| 4 de março de 1956      | 2       | 2          | Eucaliptos       |
| 10 de março de 1956     | 0       | 3          | Plátanos         |
| 17 de junho de 1956     | 1       | 2          | Plátanos         |
| 16 de setembro de 1956  | 1       | 3          | Plátanos         |
| 23 de setembro de 1956  | 0       | 2          | Eucaliptos       |
| 1 de dezembro de 1956   | 0       | 1          | Eucaliptos       |
| 5 de dezembro de 1956   | 2       | 2          | Plátanos         |
| 11 de agosto de 1957    | 0       | 1          | Plátanos         |
| 25 de agosto de 1957    | 0       | 2          | Eucaliptos       |
| 27 de outubro de 1957   | 1       | 4          | Plátanos         |
| 5 de julho de 1959      | 0       | 1          | Eucaliptos       |
| 20 de julho de 1959     | 10      | 0          | Plátanos         |
| 12 de agosto de 1959    | 0       | 3          | Plátanos         |
| 25 de novembro de 1959  | 2       | 4          | Eucaliptos       |
| 20 de dezembro de 1959  | 1       | 3          | Eucaliptos       |
| 22 de abril de 1962     | 1       | 4          | Eucaliptos       |
| 5 de agosto de 1962     | 0       | 1          | Eucaliptos       |
| 30 de setembro de 1962  | 1       | 3          | Plátanos         |
| 11 de novembro de 1962  | 1       | 2          | Plátanos         |
| 18 de novembro de 1962  | 5       | 1          | Eucaliptos       |
| 25 de maio de 1963      | 1       | 3          | Plátanos         |
| 22 de setembro de 1963  | 2       | 2          | Eucaliptos       |
| 19 de abril de 1964     | 1       | 2          | Eucaliptos       |
| 7 de junho de 1964      | 1       | 0          | Eucaliptos       |
| 19 de julho de 1964     | 2       | 4          | Eucaliptos       |
| 20 de setembro de 1964  | 2       | 0          | Plátanos         |
| 16 de novembro de 1964  | 3       | 2          | Eucaliptos       |
| 18 de abril de 1965     | 3       | 2          | Plátanos         |
| 25 de abril de 1965     | 0       | 4          | Plátanos         |
| 2 de maio de 1965       | 1       | 2          | Plátanos         |
| 4 de julho de 1965      | 2       | 1          | Eucaliptos       |
| 18 de julho de 1965     | 0       | 1          | Eucaliptos       |
| 26 de setembro de 1965  | 2       | 3          | Plátanos         |
| 17 de outubro de 1965   | 0       | 3          | Eucaliptos       |
| 5 de dezembro de 1965   | 2       | 2          | Plátanos         |
| 10 de abril de 1966     | 1       | 2          | Eucaliptos       |
| 24 de julho de 1966     | 0       | 1          | Plátanos         |
| 7 de agosto de 1966     | 3       | 1          | Plátanos         |
| 9 de outubro de 1966    | 0       | 0          | Eucaliptos       |
| 19 de março de 1967     | 0       | 2          | Eucaliptos       |
| 9 de abril de 1967      | 1       | 4          | Plátanos         |
| 23 de abril de 1967     | 0       | 1          | Plátanos         |
| 27 de janeiro de 1968   | 1       | 1          | Eucaliptos       |
| 30 de maio de 1971      | 0       | 1          | Plátanos         |
| 10 de julho de 1971     | 1       | 1          | Eucaliptos       |
| 15 de agosto de 1971    | 1       | 2          | Plátanos         |
| 26 de setembro de 1971  | 0       | 0          | Eucaliptos       |
| 29 de setembro de 1971  | 3       | 4          | Eucaliptos       |
| 30 de dezembro de 1971  | 0       | 1          | Plátanos         |
| 10 de dezembro de 1972  | 1       | 2          | Plátanos         |
| 30 de outubro de 1979   | 0       | 0          | Plátanos         |
| 8 de novembro de 1979   | 0       | 0          | Eucaliptos       |
| 6 de dezembro de 1979   | 7       | 2          | Plátanos         |
| 19 de outubro de 1980   | 4       | 0          | Plátanos         |
| 16 de novembro de 1980  | 0       | 0          | Eucaliptos       |
| 17 de fevereiro de 1981 | 1       | 1          | Plátanos         |
| 27 de fevereiro de 1981 | 2       | 2          | Eucaliptos       |
| 25 de abril de 1981     | 1       | 2          | Eucaliptos       |
| 31 de maio de 1981      | 1       | 1          | Plátanos         |
| 26 de novembro de 1981  | 0       | 0          | Plátanos         |
| 30 de novembro de 1981  | 1       | 0          | Eucaliptos       |
| 19 de março de 1982     | 3       | 2          | Plátanos         |
| 20 de abril de 1982     | 4       | 4          | Eucaliptos       |
| 16 de maio de 1982      | 1       | 3          | Plátanos         |
| 17 de julho de 1983     | 1       | 2          | Plátanos         |
| 24 de julho de 1983     | 3       | 2          | Eucaliptos       |
| 14 de fevereiro de 1985 | 1       | 0          | Plátanos         |
| 25 de fevereiro de 1985 | 2       | 2          | Eucaliptos       |
| 28 de março de 1987     | 1       | 2          | Eucaliptos       |
| 1 de abril de 1987      | 1       | 1          | Plátanos         |
| 7 de maio de 1989       | 2       | 3          | Eucaliptos       |
| 9 de maio de 1989       | 4       | 4          | Plátanos         |
| 14 de abril de 1999     | 0       | 1          | Eucaliptos       |
| 3 de junho de 1999      | 3       | 2          | Plátanos         |
| 13 de fevereiro de 2000 | 1       | 2          | Eucaliptos       |
| 4 de março de 2000      | 2       | 2          | Plátanos         |
| 7 de fevereiro de 2001  | 0       | 1          | Plátanos         |
| 25 de janeiro de 2009   | 1       | 3          | Plátanos         |
| 24 de janeiro de 2010   | 0       | 1          | Eucaliptos       |
| 26 de janeiro de 2012   | 0       | 2          | Plátanos         |
| 4 de março de 2013      | 2       | 1          | Eucaliptos       |
| 8 de março de 2013      | 1       | 2          | Plátanos         |
| 9 de março de 2014      | 1       | 1          | Plátanos         |
| 23 de março de 2016     | 0       | 1          | Eucaliptos       |
| 20 de abril de 2016     | 0       | 1          | Plátanos         |
| 19 de março de 2017     | 3       | 0          | Eucaliptos       |
| 23 de abril de 2017     | 1       | 0          | Plátanos         |
| 8 de maio de 2022       | 0       | 0          | Plátanos         |
| 15 de maio de 2022      | 1       | 1          | Eucaliptos       |
| 14 de fevereiro de 2024 | 1       | 1          | Plátanos         |